# Kostel Čtrnácti svatých pomocníků (Abertamy)
Kostel Čtrnácti svatých pomocníků je římskokatolický filiální kostel (do roku 2005 farní) ve městě Abertamy. Renesanční sakrální stavba pochází z roku 1534, v letech 1735–1738 prošla barokní přestavbou. Od roku 1958 je kostel chráněn jako kulturní památka České republiky.

## Historie
Původně raně renesanční farní kostel byl postaven v roce 1534 na bývalé návsi uprostřed nově založené hornické vsi Abertamy (německy Abertham). V letech 1735–1738 prošel barokní přestavbou. Po nuceném vysídlení německého obyvatelstva po skončení druhé světové války přestal být udržován a postupně chátral. V letech 1993–1996 a 2003 proběhla díky iniciativě německých rodáků nákladná rekonstrukce zchátralého kostela.

## Popis
Jednolodní chrámovou stavbu uzavírá pětiboký neodsazený presbytář. Severní stranu doplňuje sakristie, ze západního průčelí vystupuje hranolová věž. Vnější omítky jsou hladké, členěné pouze nárožními bosážemi, nečleněný interiér zakrývá dřevěný kazetový strop. Barokně klasicistní zařízení pochází z konce 18. století. Výrazná je trojramenná kruchta a portálový hlavní oltář se sochami Čtrnácti svatých pomocníků. Při jižní stěně stojí boční oltář Panny Marie, při severní oltář Ukřižování. Na bočních oltářích jsou umístěné pozdně gotické sochy svatého Mikuláše a svatého Šebestiána, dále v kostele stojí sochy svaté Anny Samotřetí, svaté Barbory, Madona a světice bez atributů. Kazatelnu zdobí medailóny a malované výplně.